# Réacteur graphite X-10
Le Réacteur graphite X-10 est un réacteur nucléaire déclassé du Laboratoire national d'Oak Ridge situé à Oak Ridge dans le Tennessee. D'abord connu sous les noms Clinton pile et X-10 pile, il est le deuxième réacteur nucléaire artificiel au monde et le premier conçu et construit pour fonctionner en continu. Il est construit pendant la Seconde Guerre mondiale dans le cadre du projet Manhattan et de l'accord de Québec.
Si le réacteur démontre la faisabilité des réacteurs nucléaires, l'objectif du projet Manhattan de produire suffisamment de plutonium pour fabriquer des bombes atomiques nécessite des réacteurs plus puissants ainsi que des installations permettant de séparer chimiquement le plutonium produit dans les réacteurs. Une étape intermédiaire est jugée prudente, l'étape suivante du projet, dont le nom de code est X-10, est la construction d'une usine où les techniques et les procédures peuvent être développées et testées. La pièce maîtresse de ce projet est le réacteur graphite X-10.
DuPont commence la construction du réacteur à l'usine Clinton Engineer Works le 2 février 1943. Le réacteur est en état critique le 4 novembre 1943 et commence à produire du plutonium au début de l'année 1944. Il fournit au Laboratoire national de Los Alamos du plutonium. Les études de ces échantillons de Plutonium influencent la conception des bombes. Le réacteur est utilisé comme usine de production de plutonium jusqu'en janvier 1945, date à laquelle elle est affectée à des activités de recherche et à la production d'isotopes radioactifs à des fins scientifiques, médicales, industrielles et agricoles. Elle est fermée en 1963 puis classée National Historic Landmark en 1965.

## Histoire
La découverte de la fission nucléaire par les chimistes allemands Otto Hahn et Fritz Strassmann en 1938, suivie de son explication théorique (et de sa dénomination) par Lise Meitner et Otto Frisch, donne la possibilité d'une réaction nucléaire en chaîne avec de l'uranium. Enrico Fermi et Leo Szilard commencent à étudier les moyens d'y parvenir. Szilard rédige la Lettre Einstein-Szilárd à l'intention du président des États-Unis, Franklin D. Roosevelt, expliquant la faisabilité des bombes atomiques et mettant en garde contre le danger d'un projet d'armement nucléaire allemand. Il convainc donc Albert Einstein de la signer, prêtant ainsi sa renommée à la proposition. Il en résulte un soutien de la part du gouvernement américain pour la recherche sur les fours nucléaires. Le gouvernement américain soutient alors la recherche sur la fission nucléaire, devenu plus tard le Projet Manhattan.
En avril 1941, le National Defense Research Committee demande à Arthur Compton, professeur de physique à l'université de Chicago et lauréat du prix Nobel de physique, de faire un rapport sur le programme de l'uranium. Son rapport, remis en mai 1941, prévoit la possibilité de développer des armes radioactives pour les navires et des armes nucléaires utilisant de l'uranium 235 ou le plutonium. En octobre, il rédige un autre rapport sur l'aspect pratique d'une bombe atomique. Niels Bohr et John Archibald Wheeler émet l'hypothèse que les isotopes lourds ayant un numéro atomique pair et un nombre impair de neutrons sont fissiles.
Emilio Segrè et Glenn Seaborg produisent 28 microgrammes de plutonium dans le cyclotron en mai 1941. À l'époque, le plutonium 239 est produit en quantités infimes à l'aide de cyclotrons, mais il n'est pas possible d'en produire de grandes quantités en raison du coût de production. Compton discute avec Eugene Wigner de la façon dont le plutonium peut être produit dans le réacteur nucléaire, puis il discute avec Robert Serber de la manière dont le plutonium produit dans un réacteur peut être séparé de l'uranium.
La dernière version du rapport de Compton de novembre 1941 ne mentionne pas l'utilisation du plutonium, mais après avoir discuté des dernières recherches avec Ernest Lawrence, Compton est convaincu qu'une bombe au plutonium est réalisable. En décembre, Compton est chargé de diriger le projet plutonium, dont le nom de code est X-10. Ses objectifs sont de construire des réacteurs pour convertir l'uranium en plutonium, de trouver des moyens de séparer chimiquement le plutonium de l'uranium, et de concevoir et construire une bombe atomique,. Il revient à Compton de décider sur quels types de réacteurs les scientifiques doivent poursuivre les améliorations, même si aucun réacteur n'a encore été construit. Il estime que la présence à Columbia d'équipes de l'université de Chicago et de l'université de Californie crée trop de doublons et pas assez de collaboration, il va donc concentrer les travaux au Metallurgical Laboratory de l'université de Chicago.

## Conception
Les décisions fondamentales dans la construction d'un réacteur sont le choix du combustible, du caloporteur et du modérateur. Seul l'uranium est disponible. La décision d'utiliser du graphite comme modérateur de neutrons suscite peu de débats. Bien qu'avec de l'eau lourde comme modérateur, le nombre de neutrons produits pour chaque neutron absorbé (appelé k) soit plus élevé, l'eau lourde n'est pas disponible en quantités suffisantes. Il reste donc le choix du caloporteur, qui fait l'objet de nombreuses discussions. Les physiciens du groupe de Wigner au Metallurgical Laboratory mettent au point plusieurs modèles. En novembre 1942, les ingénieurs de DuPont choisissent l'hélium comme réfrigérant, principalement parce que ce gaz n'absorbe pas les neutrons, mais aussi parce que c'est un gaz inerte, ce qui élimine le problème de la corrosion.
Il y a cependant des désaccords sur l'utilisation de l'hélium. Szilard, en particulier, préfère l'utilisation du bismuth, mais le principal opposant est Wigner, qui plaide vigoureusement en faveur d'une conception de réacteur refroidi à l'eau. Il se rend compte que, puisque l'eau absorbe les neutrons, le coefficient k sera réduit d'environ 3 %, mais il est suffisamment confiant dans ses calculs pour que le réacteur refroidi à l'eau soit toujours capable d'atteindre la criticité. D'un point de vue technique, un réacteur refroidi à l'eau est simple à concevoir et à construire, alors que l'hélium posait divers problèmes. L'équipe de Wigner produit un rapport préliminaire sur le refroidissement appelé CE-140 en avril 1942, suivi d'un rapport plus détaillé, le CE-197, intitulé « On a Plant with Water Cooling », en juillet 1942.
Le réacteur Chicago Pile-1 devient critique le 2 décembre 1942. Ce réacteur modéré au graphite ne produira que 200 Watts, mais il démontre que le facteur de multiplication effectif des neutrons sera plus élevé que prévu. Cela permet non seulement de lever la plupart des objections aux conceptions de réacteurs refroidis par air et par eau, mais aussi de simplifier considérablement d'autres aspects de la conception. L'équipe de Wigner soumet les plans d'un réacteur refroidi à l'eau à DuPont en janvier 1943. À cette époque, les préoccupations des ingénieurs de DuPont concernant la corrosivité de l'eau sont plus grandes par les difficultés croissantes liées à l'utilisation de l'hélium, puis tous les travaux sont arrêtés au mois de février. Le refroidissement par air est choisi pour le réacteur de l'usine pilote,. Étant donné qu'il s'agit d'une conception très différente des réacteurs de production, le réacteur graphite X-10 perd sa valeur en tant que prototype, mais sa valeur en tant qu'installation opérationnelle demeure, fournissant le plutonium nécessaire pour la recherche. Les ingénieurs espèrent que les problèmes seront détectés à temps pour être traités dans les usines de production. Les usines doivent également servir à la formation et à l'élaboration de procédures.

## Sélection du site
Le 25 juin 1942, l'Office of Scientific Research and Development choisit l'emplacement des réacteurs. Passer directement à une usine de production de plusieurs mégawatts lui semble être un saut important. Une étape intermédiaire consistant à construire une usine pilote est jugée prudente. Pour l'usine pilote de séparation du plutonium, il est souhaité qu'un site proche du laboratoire métallurgique soit construit, où les recherches sont menées, cependant pour des raisons de sécurité, il n'est pas possible d'implanter les installations dans une zone densément peuplée comme Chicago.
Compton choisit un site dans la forêt d'Argonne (en), située à environ 32 km au sud-ouest de Chicago. Les installations de production à grande échelle seraient regroupées avec d'autres installations du projet Manhattan dans un endroit encore plus éloigné, situé dans le Tennessee. Un terrain de 400 hectares est loué dans le comté de Cook pour les installations pilotes tandis qu'un autre site de 34 000 hectares est choisi à Oak Ridge pour les installations de production. Lors de la réunion du comité exécutif du S-1 le 13 et le 14 septembre, il devient évident que les installations pilotes sont trop vastes pour le site d'Argonne. Un laboratoire de recherche est donc construit à Argonne, tandis que les installations pilotes de plutonium seront construites à Clinton Engineer Works.
Le site est choisi sur la base de plusieurs critères. Les installations pilotes de plutonium doivent être éloignées du site et de toute autre installation, au cas où des déchets radioactifs contaminent les environs. Bien que les questions de sécurité et de sûreté suggèrent un site éloigné, le réacteur doit être proche des sources de main-d'œuvre et facilement accessible. Un climat doux permettant de construire tout au long de l'année est souhaitable. Le substratum doit être suffisamment ferme pour permettre de bonnes fondations, mais pas trop rocheux pour ne pas gêner les travaux d'excavation. Il faut de grandes quantités d'énergie électrique et d'eau de refroidissement,. Enfin, la politique du Département de la guerre stipule qu'en règle générale, les installations ne doivent pas être situées à l'ouest de la Sierra ou de la chaîne des Cascades, à l'est des Appalaches, à environ 200 milles des frontières canadiennes ou mexicaines.
En décembre, il est décidé que les installations de production de plutonium ne sont finalement pas construites à Oak Ridge, mais à Hanford, encore plus éloigné, dans l'État de Washington. Compton et le personnel du Metallurgical Laboratory rouvrent la question de la construction des semi-usines de plutonium à Argonne, mais les ingénieurs et la direction de DuPont, en particulier Roger Williams, le chef de la division TNX, qui est responsable du rôle de la société dans le projet Manhattan, n'ont pas soutenu cette proposition. Ils estimaient que l'espace serait insuffisant à Argonne et qu'il y avait des inconvénients à disposer d'un site aussi accessible, car ils craignent que le personnel de recherche du laboratoire métallurgique n'interfère indûment avec la conception et la construction, qu'ils considéraient comme leur prérogative. Un meilleur emplacement, selon eux, est Hanford. Un compromis est finalement trouvé. Le 12 janvier 1943, Compton, Williams et Leslie Groves, le directeur du projet Manhattan, décident que les semi-usines doivent être construites à Clinton Engineer Works.

## Construction
Bien que la conception du réacteur ne soit pas encore achevée, DuPont commence la construction de l'usine de plutonium le 2 février 1943, sur un site isolé de 10 Hectares dans la vallée de Bethel, à environ 10 milles au sud-ouest d'Oak Ridge, officiellement connu sous le nom de « zone X-10 »,. La semi-usine est exploitée par l'université de Chicago.
Les travaux d'excavation commencent le 27 avril 1943. Une grande poche d'argile molle est rapidement découverte, nécessitant des fondations supplémentaires. D'autres retards ont lieu en raison des difficultés rencontrées en temps de guerre pour se procurer des matières premières. L'entrepreneur dirigeant la construction ne dispose que des trois quarts de la main-d'œuvre nécessaire, et le taux de d'absentéisme est élevé, principalement en raison des mauvaises conditions de logement et des difficultés de transport. Le canton d'Oak Ridge est encore en construction ; des baraquements sont construits pour loger les travailleurs. Des arrangements spéciaux avec les travailleurs individuels ont permis d'améliorer leur moral et de réduire le taux d'absentéisme. Enfin, les précipitations ont été exceptionnellement fortes, avec 9,3 centimètres sur le mois juillet 1943, soit plus du double de la moyenne de 4.3 millimètres,.
La construction de l'usine pilote commence avant qu'un procédé chimique de séparation du plutonium soit choisi. Ce n'est qu'en mai 1943 que les responsables de DuPont décident d'utiliser du phosphate de bismuth plutôt que du fluorure de lanthane. Le procédé au phosphate de bismuth a été conçu par Stanley G. Thompson (en) à l'université de Californie à Berkeley. Le plutonium possède deux états d'oxydation : un état tétravalent (+4) et un état hexavalent (+6), avec des propriétés chimiques différentes. Le phosphate de bismuth a une structure cristalline similaire à celle du phosphate de plutonium, et le plutonium est transporté avec le phosphate dans une solution tandis que d'autres éléments, y compris l'uranium, sont précipités. Le plutonium peut passer de la solution à la précipitation en modifiant son état d'oxydation. L'usine se compose de six cellules, séparées les unes des autres par d'épais murs de béton. Les équipements sont commandés à distance depuis la salle de contrôle en raison de la radioactivité produite par les produits de fission. Les travaux sont achevés le 26 novembre 1943, mais l'usine commence à fonctionner que lorsque le réacteur commença à produire des produits de fission irradiées.

### Ouvrages
1. ↑  Rhodes 1986, p. 251-254.
2. ↑  Rhodes 1986, p. 256-263.
3. ↑  Jones 1985, p. 14-15.
4. ↑  Hewlett et Anderson 1962, p. 36-38.
5. 1 2 3  Hewlett et Anderson 1962, p. 46-49.
6. 1 2  Anderson 1975, p. 82.
7. ↑  Salvetti 2001, p. 192-193.
8. ↑  Hewlett et Anderson 1962, p. 50-51.
9. ↑  Jones 1985, p. 91.
10. ↑  Hewlett et Anderson 1962, p. 54-55.
11. ↑  Hewlett et Anderson 1962, p. 180-181.
12. ↑  Rhodes 1986, p. 399-400.
13. ↑  Oak Ridge National Laboratory 1963, p. 3-4, 18.
14. 1 2 3  Oak Ridge National Laboratory 1963, p. 3-4.
15. ↑  Jones 1985, p. 107, 192-193.
16. 1 2  Weinberg 1994, p. 22-24.
17. ↑  Weinberg 1994, p. 22-23.
18. 1 2  Jones 1985, p. 191-193.
19. ↑  Jones 1985, p. 204-205.
20. 1 2 3 4  Jones 1985, p. 46-47.
21. 1 2  Jones 1985, p. 67-72.
22. ↑  Jones 1985, p. 69.
23. ↑  Fine et Remington 1972, p. 134-135.
24. ↑  Jones 1985, p. 108-112.
25. ↑  Holl, Hewlett et Harris 1997, p. 20-21.
26. ↑  Hewlett et Anderson 1962, p. 190-193.
27. ↑  Hewlett et Anderson 1962, p. 207.
28. 1 2 3  Jones 1985, p. 204-206.
29. ↑  Manhattan District 1947, p. 2.4-2.6.
30. 1 2  Manhattan District 1947, p. S3.
31. ↑  Hewlett et Anderson 1962, p. 209-210.
32. ↑  Hewlett et Anderson 1962, p. 207-208.
33. ↑  Smyth 1945, p. 146-147.
34. ↑  Hewlett et Anderson 1962, p. 209–210.
35. ↑  Manhattan District 1947, p. 2.7-2.8.
36. ↑  Jones 1985, p. 194.
37. ↑  Hewlett et Anderson 1962, p. 185.
38. ↑  Hewlett et Anderson 1962, p. 89.
39. ↑  Gerber 1996, p. 4-1.
40. ↑  Gerber 1996, p. 4-7.
41. ↑  Manhattan District 1947, p. S2.

### Articles
1. ↑  (en) The Atomic Heritage Foundation, « Lettre d'Einstein à Franklin D. Roosevelt » [archive du 27 octobre 2012] (consulté le 26 mai 2007)